# Portrety Tommasa Portinari i Marii Baroncelli
Portrety Tommasa Portinari i Marii Baroncelli – tryptyk dewocyjny niderlandzkiego malarza Hansa Memlinga, datowany na ok. 1470, przechowywany w Metropolitan Museum of Art w nowym Jorku.
Tryptyk powstały ok. 1472 roku na zlecenie Tommasa Portinariego, bankiera, doradcy księcia Karola Śmiałego i mecenasa Hugo van der Goesa i Memlinga, na okoliczność jego ślubu. Prawdopodobnie przeznaczony był do kaplicy w rezydencji Portiniariego w Brugii – Het Bladelihof.

## Opis obrazu
Na zaginionej środkowej tablicy znajdowała się Madonna z Dzieciątkiem. Na skrzydłach Memling umieścił w modlitewnej pozie donatora i jego żonę Marię Baroncelli. Małżonkowie zwróceni są twarzą ku sobie. Jak pisze polski historyk Antoni Ziemba: 

Memling rozwinął tu wcześniejszą Rogierowską koncepcję dyptyku dewocyjno-portretowego do formy tryptyku, przesuwając akcent z prywatnej dewocji na reprezentację społecznego statusu bankierskiego małżeństwa.

 Postać Portinariego według niektórych krytyków sztuki pojawia się również w tryptyku gdańskim.